# Polydora rickettsi
Polydora rickettsi är en ringmaskart som beskrevs av Woodwick 1961. Polydora rickettsi ingår i släktet Polydora och familjen Spionidae. Inga underarter finns listade i Catalogue of Life.